# Tilloy-lès-Conty

Tilloy-lès-Conty este o comună în departamentul Somme, Franța. În 1 ianuarie 2018 avea o populație de 245 de locuitori.